# 拉法·约尔达
拉法·约尔达·路易斯·德·阿辛（1984年1月11日—），是一名西班牙职业足球运动员，司职中锋。现在效力于球队布加勒斯特迅速。
2012年2月，贵州人和宣布，拉法·约尔达从西甲球队莱万特转会加盟球队，会合在莱万特的队友纳诺。他在2012年中国足协杯射进6球，成为该届赛事的最佳射手。
2014年2月，他自由转会加盟意大利足球乙级联赛球队錫耶納。